# Personaggi di Uta no Prince-sama
Questa è una lista di personaggi della serie Uta no Prince-sama

## Protagonista
Haruka Nanami (七海 春歌?, Nanami Haruka)
doppiata da Miyuki Sawashiro
Una ragazza timida ed impacciata, ma con un grande talento per la composizione di musica. Cresciuta in campagna sotto le cure della nonna, Haruka sogna da sempre di comporre musica per il suo idol preferito: Hayato. Cercando di realizzare il suo sogno, si iscrive all'Accademia Saotome. La sua natura timida ed impacciata le rendono inizialmente difficile adattarsi all'ambiente scolastico, anche perché prima di allora Haruka aveva sempre suonato naturalmente, senza mai imparare a leggere la musica o esibendosi in pubblico.

## ST☆RISH
Otoya Ittoki (一十木 音也?, Ittoki Otoya)
doppiato da Takuma Terashima
Ottimista e solare, Otoya è il primo ragazzo a stringere amicizia con Haruka e a lavorare in coppia con lei. Orfano di madre, decide di diventare un idol dopo aver saputo che il padre è stato un famoso cantante. Divide la stanza con Tokiya.
Masato Hijirikawa (聖川 真斗?,  Hijirikawa Masato)
doppiato da Kenichi Suzumura
Erede di una società di successo, Masato decide di dedicarsi alla musica nonostante la disapprovazione del padre, col quale ha da sempre freddi e problematici rapporti. Inizia a studiare all'Accademia Saotome grazie all'incoraggiamento del nonno paterno, alla scuola divide la stanza con Ren, suo amico d'infanzia cui ora lo lega una certa rivalità. Il suo carattere serio gli rende spesso difficile mostrare i propri sentimenti e questo lo fa particolarmente soffrire quando si tratta di Haruka.
Natsuki Shinomiya (四ノ宮 那月?, Shinomiya Natsuki)
doppiato da Kishou Taniyama
Espansivo ed amichevole, Natsuki ama particolarmente le cose piccole e carine, kawaii. Quando incontra per la prima volta Haruka, le confessa candidamente di aver notato una certa somiglianza fra lei e la sua cagnolina, Elizabeth. Natsuki si diletta inoltre di cucina con disastrosi risultati, che sottopone al vaglio dell'infelice Syo, suo amico e compagno di stanza, verso il quale nutre un affetto particolare. Da bambino a causa di un trauma causato dalla sua insegnante di musica sviluppò un disturbo della personalità che generò il suo alter ego Satsuki, un personaggio completamente opposto a lui che è schivo, scontroso e a volte violento, dotato da una geniale capacità compositiva per la musica. Satsuki si manifesta quando Natsuki si ritrova senza occhiali, ma ha iniziato a manifestarsi anche quando subisce uno stress emotivo.
Tokiya Ichinose (一ノ瀬 トキヤ?, Ichinose Tokiya)
doppiato da Mamoru Miyano
Tenebroso e solitario, Tokiya si presenta come fratello gemello del celebre idol Hayato. Nonostante le spiccate doti canore, gli insegnanti dell'accademia gli rimproverano spesso di cantare senza alcuna partecipazione emotiva, considerata fondamentale per una figura d'intrattenimento qual è l'idol. Inizialmente ritroso e schivo, l'incontro con Haruka lo porterà ad avvicinarsi al resto degli studenti e a confidarle di essere proprio Hayato.
Ren Jingūji (神宮寺 レン?, Jingūji Ren)
doppiato da Junichi Suwabe
Erede del gruppo finanziario Jinguji, Ren al mondo degli affari ha sempre preferito il mondo della musica, sulle orme della madre, una cantante di successo morta prematuramente. Finito all'accademia Saotome per il volere del fratello maggiore - al quale non si è mai sentito legato -, Ren preferisce far strage di cuori tra le studentesse piuttosto che studiare. Ha come compagno di stanza Masato, conosciuto da bambino e al quale lo lega una certa rivalità.
Syo Kurusu (来栖 翔?, Kurusu Syo)
doppiato da Hiro Shimono
Nonostante la bassa statura, è uno dei più agguerriti e vivaci studenti dell'accademia. Iscrittosi per emulare e conoscere il proprio idolo Ryuuya Hyuuga, Syo nota subito l'affinità fra sé ed Haruka, anche lei giunta all'accademia per entrare nel mondo del suo cantante preferito, Hayato. Inoltre, Syo soffre di vertigini e ha il terrore delle altezze, a causa di un incidente avvenuto durante l'infanzia e che vede coinvolto il compagno di stanza ed amico Natsuki.
Cecil Aijima ( 愛島 セシル?, Aijima Seshiru)
Doppiato da Kousuke Toriumi
Principe ed erede al trono di Agnapolis, regno che venera da millenni le mitiche figure delle Muse, dee musicali. Trasformato in un gatto a causa di una maledizione, viene salvato dall'affetto e dall'amore di Haruka, che, ancora all'oscuro delle vere sembianze dell'animale, lo adotta e lo chiama Kuppuru. Innamoratosi della compositrice, Cecil inizia a studiare all'accademia pur di stare con lei, ma l'esperienza alla scuola lo fa poi ricredere, maturando la decisione di diventare un vero e proprio idol.

## Insegnanti
Ringo Tsukimiya (月宮 林檎?, Tsukimiya Ringo)
doppiato da Yūichi Nakamura
Insegnante della sezione di Haruka, la Classe A. È un idol che pratica il crossdressing, portando le vesti di una donna dagli appariscenti capelli rosa.
Ryuuya Hyuuga (日向 龍也?, Hyuuga Ryuuya)
doppiato da Kōji Yusa
Insegnante della Classe S, idol e famoso attore.

## Senpai
Affidati agli STARISH come guide per superare il Master Course, i senpai dell'accademia cantano saltuariamente come gruppo col nome Quartet Night.
 Ranmaru Kurosaki ( 黒崎 蘭丸 ?, Kurosaki Ranmaru)
doppiato da Tatsuhisa Suzuki
Italo-giapponese-americano, misogino e affetto da eterocromia semi-permanente, è stato scelto come senpai di Ren Jinguji e Masato Hijirikawa, coi quali non va molto d'accordo a causa del suo carattere burbero.. Il suo genere preferito è il rock e la sua catchphrase è Nico nii~.
Ai Mikaze ( 美風 藍?, Mikaze Ai)
doppiato da Shōta Aoi
Senpai di Syo Kurusu e Natsuki Shinomiya, nonostante la stravagante capigliatura indaco, ha un carattere metodico e scrupoloso. La sua giornata è scandita con orari precisi ed inviolabili, mentre ogni sua decisione è sempre preceduta da un'attenta analisi dei dati obiettivi che la concernono.
Reiji Kotobuki (寿 嶺二?, Kotobuki Reiji)
doppiato da Shōtarō Morikubo
Senpai di Otoya Ittoki e Tokiya Ichinose. Il carattere spigliato e vivace lo portano a stringere subito amicizia. Ama fare uso di diminutivi e perciò chiama quasi tutti gli altri studenti con soprannomi e vezzeggiativi.
Camus (カミュ?, Kamyu)
doppiato da Tomoaki Maeno
Senpai di Cecil Aijima ed idol dalle origini nobili, è infatti conte del paese di Permafrost. Il suo carattere freddo e solitario lo rendono una figura isolata incapace di apprezzare lo spirito di squadra che unisce gli STARISH o gli altri membri dei Quartet Night.

## HE★VENS
Gruppo idol rivale, si contende il premio UtaPri Award durante gli eventi di Uta no Prince-sama: Maji Love 2000% per poi presentare gli altri membri alla fine di Uta no Prince-sama: Maji Love Revolutions e sfidarsi uno per uno in Uta no Prince-sama: Maji Love Legend Star.
 Ēichi Ōtori   ( 鳳映一 ?, Ōtori Ēichi )
doppiato da Hikaru Midorikawa
Il figlio maggiore di Raging Otori e leader degli HE★VENS. La sua posizione di capo lo rende una figura spesso superba. Si interessa ad Haruka dopo aver scoperto che è stata lei ad aver scritto la canzone del loro debutto.
Nagi Mikado (帝ナギ?,  Mikado Nagi)
doppiato da Tsubasa Yonaga
Il più giovane degli HE★VENS ed per le sue sembianze da idol shota acclamato dalle fan come cute o cutie. Tuttavia, sotto le apparenze indifese, si nasconde una spiccata aggressività.
Kira Sumeragi ( 皇綺羅?, Sumeragi Kira)
doppiato da Daisuke Ono
Serio e taciturno, Kira all'infuori delle esibizioni canore, parla veramente poco. Tra gli HE★VENS è l'unico a complimentarsi con gli STARISH per la qualità delle canzoni scritte da Haruka. Come Hirijikata anche lui viene da una famiglia tradizionale e importante e come lui anche i suoi genitori si opposero a l'idea che diventasse un idol ma ha lottato fino a far accettare loro la sua decisione.
Yamato Hyuga ( 日 向 大 和?, Hyuga Yamato)
Doppiato da Ryōhei Kimura
Yamato è l'energico fratello minore di Ryuya Hyuga; prova nei confronti del fratello dell'astio perché non viene considerato alla sua altezza. A l'inizio considera il mestiere dell'Idol scialbo ma dopo essersi confrontato con Syo Kuruso si è ricreduto.
Van Kiryuin ( 桐 生 院 ヴ ァ ン?, Kiryuin Van)
Doppiato da Hidenori Takahashi
Van ha una personalità civettuola, si prende subito una cotta per Haruka entrando in competizione con Jingùji.
Eiji Ōtori ( 鳳英 二?, Ōtori Eiji)
Doppiato da Yuuma Uchida
Eiji è il fratello minore di Eiichi e ha una personalità timida ed educata, memorizza qualsiasi canzone semplicemente dopo averla ascoltata una sola volta.
Shion Amakusa ( 天 草 シ オ ン?, Amakusa Shion)
Doppiato da Daiki Yamashita
Shion è tranquillo e ha una personalità misteriosa. È stato l'ultimo membro a unirsi al gruppo; tende a parlare in un modo che a quanto pare oltre a Eichi solo Cecil comprende.

## Altri personaggi
Tomochika Shibuya (渋谷 友千香?, Shibuya Tomochika)
doppiata da Yuka Imai
Amica e compagna di stanza di Haruka, studia per diventare una famosa idol.
Shining Saotome (シャイニング早乙女?, Shainingu Saotome)
doppiato da Norio Wakamoto
Eccentrico preside della Accademia Saotome,  con un passato da idol di successo. Ha l'abitudine di spiare gli studenti tramite un sistema di telecamere e microfoni nascosti. Ama particolarmente apparire all'improvviso in modi spettacolari da vero showman, inoltre parla alternando il nativo giapponese a frasi ed espressioni inglesi.
Raging Otori (レイジング鳳 ?,  Reijingu Ōtori)
doppiato da Tomokazu Sugita
Un tempo un famoso idol di successo, si è ritirato dopo aver abbattuto ogni record di vendita per fondare la propria agenzia. Poco dopo ciò il guinness è stato infranto da un altro cantante, l'allora giovane Shining Saotome; da quel momento tra i due vi è una feroce rivalità.
Seiichirō Jinguuji (神宮寺 誠一郎?, Jinguuji Seiichirō)
doppiato da Makoto Ueki
Fratello maggiore di Ren e capo del gruppo finanziario Jinguji, succeduto al titolo di presidente dopo la morte del padre. È stata per sua volontà che Ren si è iscritto all'accademia Saotome.